# Margarita Armstrong-Jones
Lady Margarita Armstrong-Jones (* 14. května 2002, Londýn) je britská aristokratka, dcera Davida Armstronga-Jonese, 2. hraběte ze Snowdonu a jeho manželky Sereny Armstrong-Jones.
Je 26. v pořadí na britský trůn.

## Život
Narodila se 14. května 2002 v londýnské The Portland Hospital for Women and Children jako dcera Davida Armstronga-Jonese, vikomta Linley a jeho manželky Sereny Armstrong-Jones roz. Stanhope. Pokřtěna byla jako Margarita Elizabeth Rose Alleyne. Jméno získala po své babičce princezně Margaret, hraběnce ze Snowdonu a po své prababičce Alžbětě, královně matce. Jejími kmotry byly její teta Lady Sarah Chatto a její strýc William Stanhope, vikomt Petersham.
Když jí bylo 8 let byla družičkou na svatbě prince Williama, vévody z Cambridge a Catherine, vévodkyně z Cambridge.
Navštěvovala londýnskou Garden House School a Tudor Hall School.